# Clark Island (Antarktika)
Clark Island ist eine 3 km lange Insel vor der Walgreen-Küste des westantarktischen Marie-Byrd-Lands. Sie ist die größte Insel einer kleinen Inselgruppe 63 km westsüdwestlich der Canisteo-Halbinsel.
Der United States Geological Survey kartierte sie anhand eigener Vermessungen und Luftaufnahmen der United States Navy aus den Jahren von 1960 bis 1966. Das Advisory Committee on Antarctic Names benannte sie 1968 nach F. Jerry Clark, Glaziologe des United States Antarctic Research Program auf der Roosevelt-Insel von 1961 bis 1962 und bei der Landerkundungen von der Byrd-Station von 1963 bis 1964.